# Dendrophthora filiformis
Dendrophthora filiformis är en sandelträdsväxtart som beskrevs av C. T. Rizzini. Dendrophthora filiformis ingår i släktet Dendrophthora och familjen sandelträdsväxter. Inga underarter finns listade i Catalogue of Life.